# Tibellus shikerpurensis
Tibellus shikerpurensis is een spinnensoort uit de familie van de renspinnen (Philodromidae).
De wetenschappelijke naam van de soort werd in 2003 gepubliceerd door Vivekanand Biswas & Dinendra Raychaudhuri.